# Liste der Universitäten in Indiana
Liste von Universitäten und Colleges im US-Bundesstaat Indiana:

## Staatliche Hochschulen
- Ball State University
- Indiana University System
  - Indiana University Bloomington (IU) (IUB)
  - Indiana University East
  - Indiana University Fort Wayne
  - Indiana University Kokomo
  - Indiana University Northwest
  - Indiana University South Bend (IUSB)
  - Indiana University Southeast
  - Indiana University-Purdue University Columbus (IUPUC)
  - Indiana University-Purdue University Indianapolis (IUPUI)
- Indiana State University
- Purdue University System
  - Purdue University West Lafayette
  - Purdue University Fort Wayne (PFW)
  - Purdue University Northwest (PNW)
  - Indiana University-Purdue University Columbus (IUPUC)
  - Indiana University-Purdue University Indianapolis (IUPUI)
  - Purdue University College of Technology at Anderson
  - Purdue University College of Technology at Columbus
  - Purdue University College of Technology at Indianapolis
  - Purdue University College of Technology at Kokomo
  - Purdue University College of Technology at Muncie
  - Purdue University College of Technology at New Albany
  - Purdue University College of Technology at Richmond
  - Purdue University College of Technology at South Bend Elkhart
  - Purdue University College of Technology at Versailles
- University of Southern Indiana
- Vincennes University

## Private Hochschulen
- Anderson University
- Bethel College
- Butler University
- Calumet College of St. Joseph
- DePauw University
- Earlham College
- University of Evansville
- Franklin College
- Goshen College
- Grace College
- Hanover College
- Holy Cross College
- Huntington University
- Indiana Bible College (IBC)
- Indiana Institute of Technology (Indiana Tech)
- Indiana Wesleyan University
- University of Indianapolis
- Manchester College
- Marian College
- Martin University
- University of Notre Dame
- Oakland City University
- Rose-Hulman Institute of Technology
- Saint Joseph’s College
- Saint Mary-of-the-Woods College
- Saint Mary’s College
- Taylor University
- Tri-State University
- University of Saint Francis
- Valparaiso University
- Wabash College